# Voipbuster
Voipbuster — программное обеспечение для совершения звонков и отправки SMS на стационарные и мобильные телефоны, на национальные и интернациональные номера. Цены таких операций обычно невысоки (в некоторых случаях звонки могут быть бесплатны). Работает через сеть Интернет и классифицируется как программное обеспечение технологии VoIP.
В настоящий момент принадлежит компании Betamax GmbH & CO (Германия). Ранее принадлежал компании Finarea S.A. (Швейцария).
Betamax предлагает значительный спектр программного обеспечения VoIP. Однако все его продукты в значительной степени схожи и различия между ними минимальны. Причины вывода на рынок этого количества схожих продуктов компанией не известна.